# Ghiacciaio Hays
Il ghiacciaio Hays è un ghiacciaio situato sulla costa occidentale della Terra di Enderby, in Antartide. Il ghiacciaio si trova in particolare subito a est del colle Obzornye, dove scorre verso nord fino a entrare nella baia di Spooner, perpendicolarmente al ghiacciaio Assender, tra capo Vyvodnoy, a ovest, e colle Zametnye, a est.

## Storia
Il ghiacciaio Hays è stato avvistato per la prima volta nel 1956 durante una ricognizione aerea effettuata nel corso di una delle spedizioni di ricerca antartica australiane. In seguito il ghiacciaio è stato mappato e così battezzato dal Comitato australiano per i toponimi e le medaglie antartici in onore di J. Hays, un osservatore statunitense che prese parte a una delle suddette spedizioni nel 1961, sbarcando poco lontano dal ghiacciaio.